# Maciá

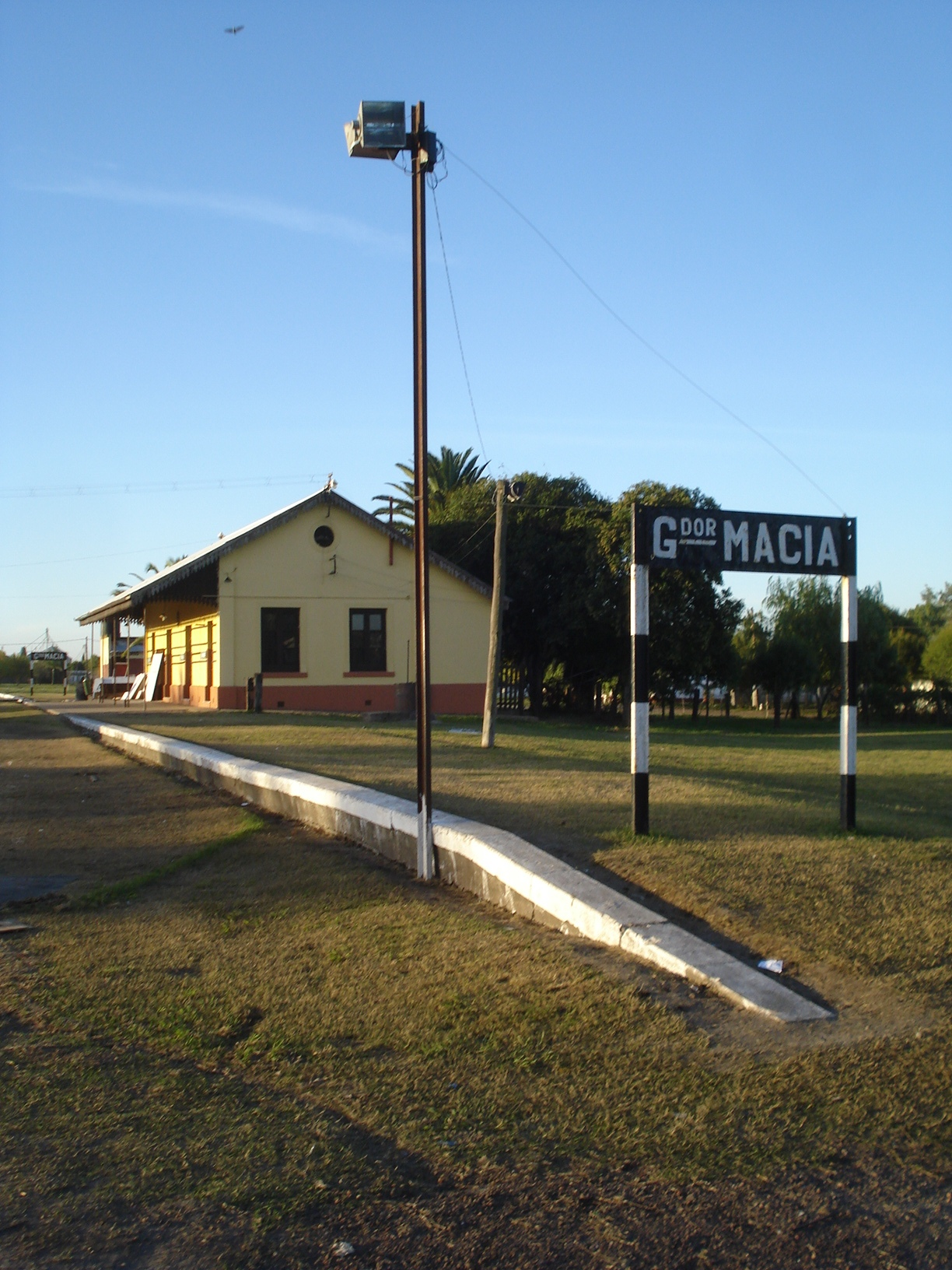
Estação de trem da cidade

Maciá é um município da província de Entre Ríos, na Argentina.